# Пам'ятки архітектури національного значення Дніпропетровської області
| № п/п                   | Найменування пам'ятки                                | Датування       | Місцезнаходження                   | Охоронний номер та номер у комплексі |
| м. Дніпро               |                                                      |                 |                                    |                                      |
| 1                       | Палац (мур.)                                         | 1786 р.         | парк ім. Т. Г. Шевченка            | 1061 / 0                             |
| 2                       | Перша чоловіча класична гімназія (мур.)              | 1861 р.         | пл. Соборна, 2                     | 1062 / 0                             |
| 3                       | Будинок земської лікарні (мур.)                      | 1845 — 1847 р.  | пл. Соборна, 14                    | 1063/ 0                              |
| 4                       | Будинок Музею старожитностей (мур.)                  | 1903 р.         | пр. Д.Яворницького, 16             | 1064/ 0                              |
| 5                       | Будинок Гірничого інституту (мур.)                   | 1900 −1903 рр.  | пр. Д.Яворницького, 19             | 1065 / 0                             |
| 6                       | Реальне училище (мур.)                               | 1889 — 1890 рр. | пр. Д.Яворницького, 36             | 1066 / 0                             |
| 7                       | Будинок міської управи (мур.)                        | 1901 р.         | пр. Д.Яворницького, 47             | 1067 / 0                             |
| 8                       | Готель (мур.)                                        | 1912 р.         | пр. Д.Яворницького, 66             | 1068/ 0                              |
| 9                       | Зимовий театр (мур.)                                 | 1907 р.         | пр. Д.Яворницького, 97             | 1069 / 0                             |
| 10                      | Брянська Миколахвська церква (мур.)                  | 1913 — 1915 рр. | пр. С.Нігояна, 66                  | 1070 / 0                             |
| 11                      | Комерційне училище (мур.)                            | 1909 — 1912 рр. | пр. О.Поля, 2                      | 1071 / 0                             |
| 12                      | Будинок Англійського клубу (мур.)                    | 1870 р.         | вул. Воскресенська, 3              | 1073 / 0                             |
| 13                      | Будинок Театрально-концертного залу (мур.)           | 1913 р.         | вул. Воскресенська, 5              | 1074 / 0                             |
| 14                      | Будинок Громадського зібрання (мур.)                 | 1912 р.         | вул. Воскресенська, 6              | 1075 / 0                             |
| 15                      | Будинок губернатора (мур.)                           | 1830 р.         | вул. Воскресенська, 14             | 1076 / 0                             |
| 16                      | Аудиторія Наукового товариства                       | 1895 р.         | вул. Князя Вододимира Великого, 42 | 1077 / 0                             |
| 17                      | Миколаївська церква в Кодаках (мур.)                 | 1807 — 1810 рр. | вул. Фортечна, 108                 | 1078 / 0                             |
| 18                      | Святомиколаївська церква (мур.)                      | 1856 р.         | вул. Ярова, 1                      | 1079 / 0                             |
| 19                      | Сукняна фабрика (мур.)                               | 1794 р.         | пр. Д.Яворницького, 106            | 148 / 0                              |
| 20                      | Спасо-Преображенськай собор (мур.)                   | 1830 — 1835 рр. | пл. Соборна                        | 149 / 0                              |
| 21                      | Палац праці (мур.)                                   | 1926 — 1932 рр. | вул. Профілактична, 1              | 25-Н / 0                             |
| м. Кам'янське           |                                                      |                 |                                    |                                      |
| 22                      | Миколаївський собор (мур.)                           | 1894 р.         | вул. Соборна, 4                    | 1080 / 0                             |
| Дніпропетровський район |                                                      |                 |                                    |                                      |
| 23                      | Кодацька фортеця (мур.)                              | 1635 р.         | с. Старі Кодаки                    | 1083 / 0                             |
| Криничанський район     |                                                      |                 |                                    |                                      |
| 24                      | Вознесенська церква (мур.)                           | 1823 р.         | с. Миронівка (Семенівська с/р)     | 152 / 0                              |
| Нікопольський район     |                                                      |                 |                                    |                                      |
| м. Нікополь             |                                                      |                 |                                    |                                      |
| 25                      | Церква Різдва Богородиці в Сулицькому (мур.)         | 1812 — 1820 рр. | вул. Різдвяна, 68                  | 150 / 0                              |
| Новомосковський район   |                                                      |                 |                                    |                                      |
| м. Новомосковськ        |                                                      |                 |                                    |                                      |
| 26                      | Пустельно-Миколаїв-ський Самарський монастир (мур.): | 1782 — 1820 рр. |                                    | 1081 / 0                             |
| 27                      | Миколаївський собор (мур.)                           | 1787 р.         |                                    | 1081 / 1                             |
| 28                      | Братські й настоятельські келії (мур.)               | 1816 — 1820 рр. |                                    | 1081 / 2                             |
| 29                      | Троїцький собор (дер.)                               | 1775 — 1780 рр. | пл. Перемога, 1                    | 151 / 0                              |
| 30                      | Дзвіниця Троїцького собору (дер.)                    | п.19 ст.        | пл. Перемои, 1                     | 1082 / 0                             |
| Петриківський район     |                                                      |                 |                                    |                                      |
| 31                      | Церква Різдва Богородиці (мур.)                      | 1812 р.         | смт. Петриківка                    | 1084 / 0                             |
| Царичанський район      |                                                      |                 |                                    |                                      |
| 32                      | Миколаївська церква (мур.)                           | 1757 р.         | с. Китайгород, вул. Музейна        | 153 / 0                              |
| 33                      | Успенська церква (мур.)                              | 1754 р.         | с. Китайгород, вул. Музейна        | 153 / 1                              |
| 34                      | Церква-дзвіниця Св. Варвари (мур.)                   | 1756 р.         | с. Китайгород, вул. Музейна        | 153 / 2                              |
| 35                      | Укріплення Української лінії                         | 1731 р.         | с. Рудка                           | 1085 / 0                             |
|                         |                                                      |                 |                                    |                                      |